# Vlag van Morra

Vlag van Morra

De vlag van Morra is de dorpsvlag van het Nederlandse dorp Morra, in de Friese gemeente Noardeast-Fryslân. De vlag werd in 1988 geregistreerd.
De dorpsvlaggen van 28 dorpen in Dongeradeel werden op 28 januari 1988 goedgekeurd door de gemeenteraad van de vroegere gemeente Dongeradeel.

## Beschrijving
De beschrijving van de vlag is als volgt:
Vluchtschuin gedeeld van geel en blauw, in het geel een blauwe afgescheurde adelaarskop.
De kleuren zijn afkomstig van het dorpswapen.

## Symboliek

Adelaarskop: ontleend aan het wapen van het geslacht Van Heemstra dat ten westen van het dorp een state bewoonde. Ook is de adelaar een symbool voor Johannes de Evangelist, de patroonheilige van de Sint-Johanneskerk van Morra.
- Kleurstelling: eveneens overgenomen van het wapen van het geslacht van Heemstra.[4]